# Aldworth
Aldworth è un villaggio e parrocchia civile dell'Inghilterra, appartenente alla contea del Berkshire, che si trova sul confine con Oxfordshire e Reading. Ha circa 300 abitanti, e una densità demografica di circa 33 ab/km^2.